# Pista nova de Baiarri
La Pista nova de Baiarri és una pista rural que discorre pel terme municipal de Conca de Dalt, al Pallars Jussà, a l'antic terme de Claverol), en territori de l'enclavament dels Masos de Baiarri.
Arrenca de la Pista vella de Baiarri als peus del Serrat Pelat, just en travessar el barranc de les Llaus, des d'on s'adreça cap al nord-oest per tal de menar als Masos de Baiarri per damunt de la Solana de Font Barrera, sota i a llevant del Roc de les Cases, passa per la Collada de les Bordes i va a cercar el vessant sota i a llevant de la Roca del Pubill, per la partida de les Feixes, i al nord de la Roca del Pubill torç sobtadament cap al sud-oest, guanyant alçada i adreçant-se a l'extrem sud-orientals dels Rocs del Solà de Baiarri. Seguint cap al sud-est, en poc tros arriba al lloc dels Masos de Baiarri.
Des d'aquest lloc, la pista continua cap al nord-oest, va a buscar la carena entre els Rocs del Solà de Baiarri i, pròpiament, el Solà de Baiarri, passa sota i a ponent del Coll de la Carbonera, en aquest tram fent ziga-zagues per tal de perdre alçada, s'adreça a la partida de Coll Carbonera, que deixa al nord-oest, i s'atansa gradualment a la vall del barranc de l'Infern. La pista arriba a travessar aquest barranc, i es perd de seguida, sense acabar d'arribar a l'Espluga de Cuberes, que és on havia d'arribar.